# Branko Hucika
Branko Hucika (sinh ngày 10 tháng 7 năm 1977) là một cầu thủ bóng đá người Croatia.

## Sự nghiệp câu lạc bộ
Branko Hucika đã từng chơi cho Shonan Bellmare.

## Thống kê câu lạc bộ

### J.League
| Đội             | Năm       | J.League | J.League | J.League Cup | J.League Cup | Tổng cộng | Tổng cộng |
| Đội             | Năm       | Trận     | Bàn      | Trận         | Bàn          | Trận      | Bàn       |
| --------------- | --------- | -------- | -------- | ------------ | ------------ | --------- | --------- |
| Shonan Bellmare | 2000      | 18       | 1        | 0            | 0            | 18        | 1         |
| Tổng cộng       | Tổng cộng | 18       | 1        | 0            | 0            | 18        | 1         |